# Вереміївка (Кременчуцький район)
Веремі́ївка — село в Україні, у Семенівській селищній громаді Кременчуцького району Полтавської області. Населення становить 991 осіб. Колишній центр Вереміївської сільської ради.

## Географія
Село Вереміївка знаходиться на правому березі річки Хорол, вище за течією на відстані 1 км розташоване село Лози (Лубенський район), нижче за течією примикає село Веселий Поділ, на протилежному березі — село Бовбасівка (Лубенський район). Річка в цьому місці сильно заболочена. Поруч проходить автомобільна дорога Т 1716.

## Історія села
12 червня 2020 року, відповідно до розпорядження Кабінету Міністрів України № 721-р «Про визначення адміністративних центрів та затвердження територій територіальних громад Полтавської області», село увійшло до складу Семенівської селищної міської громади.
19 липня 2020 року, в результаті адміністративно - територіальної реформи та ліквідації Семенівського району, село увійшло до складу новоутвореного Кременчуцького району.

## Репресовані радянською владою односельці
1. Дишун Олексій Якович — 1896 року народження, Місце народження: Полтавська обл. с. Вереміївка Семенівського р-ну, національність: українець, соціальне походження: із селян, останнє місце проживання: с. Вереміївка, останнє місце роботи: Колгоспник, Заарештований 16 грудня 1937 р., Засуджений Особливою нарадою при НКВС СРСР 29 січня 1938 р. за ст. ст. 54-6, 54-10 КК УРСР до розстрілу., Вирок виконано 29 квітня 1938 р.
2. Дорошенко Микола Іванович — 1877 року народження, Місце народження: Полтавська обл. с. Вереміївка Семенівського р-ну, національність: українець, соціальне походження: із селян, останнє місце проживання: с. Вереміївка, останнє місце роботи: Колгоспник, Заарештований 8 вересня 1937 р., Засуджений Особливою трійкою при УНКВС Харківської обл. 1 жовтня 1937 р. за ст. 54-10 ч. 1 КК УРСР до 10 років позбавлення волі.
3. Дубровний Кирило Іванович — 1893 року народження, місце народження: Полтавська обл. с. Вереміївка Семенівського р-ну, національність: українець, соціальне походження: із селян, освіта: освіта початкова, останнє місце проживання: с. Вереміївка, Заарештований 2 січня 1929 р., Засуджений Особливою нарадою при Колегії ОДПУ 16 травня 1932 р. за ст. 58-10 КК РСФРР до 3 років заслання.

## Економіка
- ДП «Веселоподільська дослідницько-селекційна станція» інституту цукрових буряків.
- «Вереміївка», ТОВ.

## Об'єкти соціальної сфери
- Будинок культури.

## Відомі люди
В селі народилися:
- Волянська Людмила Іванівна (1922—2001) — українська письменниця, редактор, громадський діяч.
- Шопша Микола Сергійович — український співак, Народний артист УРСР
- Юнак Іван Харитонович — український радянський і компартійний діяч, депутат Верховної Ради УРСР 4-5-го скликань. Кандидат у члени ЦК КПУ в 1960—1961 р. Депутат Верховної Ради СРСР 6—11-го скликань. Член ЦК КПРС у 1961—1986 р.